# 町と田舎
『町と田舎』（ドイツ語: Stadt und Land）作品322は、ヨハン・シュトラウス2世が作曲したポルカ・マズルカ。

## 解説
1868年1月12日、リングシュトラーセ沿いにあるオーストリア造園協会のブリューメンザール（Blumensäle、花のホール）にて初演された。協会の主催する謝肉祭のプロムナード・コンサートのために作曲された。
ゆっくりとした3拍子のマズルカのリズムを生かして、曲の冒頭部分は都会風の気分を持っているが、対して中間部では田舎風のレントラーが奏される。この対比が作品に相応しい効果を上げている。